# Vịt TC
Vịt TC là giống vịt lai được các nhà khoa học Việt Nam lai tạo giữa mái vịt Cỏ và trống vịt Triết Giang; có màu cánh xẻ đậm hơn vịt bố (Triết Giang); được Bộ Nông nghiệp và Phát triển nông thôn chính thức công nhận là giống vật nuôi được phép sản xuất kinh doanh tại Thông tư số 25/2015/TT-BNNPTNT ngày 01/7/2015; được Cục Chăn nuôi công nhận là tiến bộ kỹ thuật tại Quyết định số 120/QĐ-CN-GSN ngày 14/6/2011. Vịt được nuôi chủ yếu để lấy trứng và cũng là giống vịt có năng suất trứng cao nhất thế giới hiện nay.
Tên gọi TC là tên ghép từ hai chữ cái đầu tiên của vịt bố Triết Giang với chữ cái đầu tiên của vịt mẹ Cỏ

## Đặc điểm ngoại hình
Vịt mới nở, lúc 01 ngày tuổi, có màu lông vàng nhạt, phớt đen ở đầu và đuôi; mỏ và chân màu vàng nhạt, có con hơi xám hoặc xám đen. Khi trưởng thành, vịt có mỏ và chân màu vàng, vàng nhạt, có con hơi xám; ở vịt mái, màu lông cánh sẻ nhạt hơn vịt mẹ (Cỏ) và đậm hơn vịt bố (Triết Giang), lác đác có một vài con màu trắng truyền; ở vịt trống, lông đầu xám hoặc xanh đen, cổ có khoang trắng, phần thân lông nâu đỏ xen lẫn lông trắng, phần đuôi có lông màu xanh đen và 2 - 3 lông móc rất cong (lông móc cong là đặc điểm nhận biết vịt đực). Đầu nhỏ, cổ thon nhỏ dài. Thân hình rất thon nhỏ, dáng đứng lớn hơn góc 450 so với mặt đất.

## Khả năng thích nghi và sức sống
Cũng giống như các giống vịt bản địa tại Việt Nam, vịt lai TC có sức sống tốt, chịu kham khổ thích nghi tốt với các điều kiện sinh thái.
Tỷ lệ nuôi sống của vịt TC các giai đoạn phát triển (vịt con từ 0 – 8 tuần tuổi, vịt hậu bị từ 9 – 17 tuần tuổi) đều cao, đạt từ 95% trở lên. Qua nhiều nghiên cứu, các nhà khoa học đã chỉ ra rằng, vịt lai TC có sức sống cao hơn so với vịt bố Triết Giang.
Vịt TC có thể nuôi theo nhiều phương thức khác nhau như: nuôi nhốt trên khô, nuôi chăn thả trong vườn cây, vườn đồi; nuôi nhốt kết hợp cá - vịt, cá - lúa - vịt, lúa - vịt.

## Khối lượng cơ thể
Vịt lai TC có khối lượng cơ thể ở các tuần tuổi đều nằm trung gian giữa khối lượng cơ thể vịt bố Triết Giang và vịt mẹ Cỏ, độ đồng đều cao. Vịt mới nở lúc 01 ngày tuổi có trọng lượng 42 – 45 gram/con, 4 tuần tuổi đạt 510 – 530 gram/con, 8 tuần tuổi đạt 850 – 950 gram/con, 16 tuần tuổi đạt 1.000 – 1.100 gram/con, vào đẻ (17 - 18 tuần tuổi) đạt 1.100 – 1.200 gram/con.

## Năng suất sinh sản
Vịt TC là vịt siêu trứng, được đánh giá là giống vịt cho năng suất trứng cao nhất thế giới hiện nay. Vịt đẻ lúc 17 - 18 tuần tuổi khi đạt 1,1-1,2 kg/con, năng suất trứng đạt 280 - 285 quả/mái/52 tuần đẻ, tỷ lệ đẻ trên 77%, tiêu tốn thức ăn đạt 200 – 204 gram/quả trứng, khối lượng trứng từ 68 - 70 gram/quả.
Về chất lượng trứng, chỉ số hình thái đạt 1,38 - 1,40, tỷ lệ lòng đỏ chiếm 35,03 - 36,45%, tỷ lệ lòng trắng chiếm 52,15 - 53,29%, tỷ lệ vỏ chiếm 11,27 - 11,68%, đơn vị Haugh 86,23 - 92,56.
Khi ấp nở trong sản xuất giống, tỷ lệ trứng có phôi đạt trên 97% tổng số trứng đem ấp, tỷ lệ nở 88% tổng số trứng đem ấp.